# WaPo Bodensee/Episodenliste

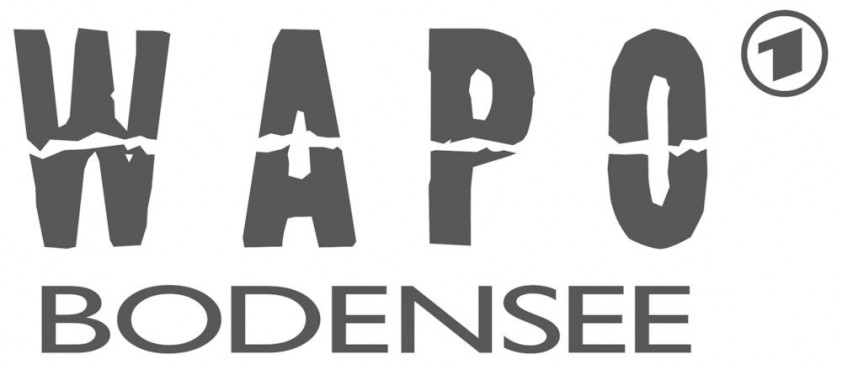
Logo der Serie

Diese Episodenliste enthält alle Episoden der deutschen Fernsehserie WaPo Bodensee, sortiert nach der deutschen Erstausstrahlung. Die Serie umfasst derzeit 7 Staffeln mit 91 ausgestrahlten Episoden. Die Anzahl der Staffeln und der dazugehörigen Episoden entspricht den Angaben der Produktionsfirma Saxonia Media und der ARD Mediathek.

## Übersicht
| Staffel | Episoden- anzahl | Erstausstrahlung  | Erstausstrahlung  |
| Staffel | Episoden- anzahl | Staffelpremiere   | Staffelfinale     |
| ------- | ---------------- | ----------------- | ----------------- |
| 1       | 16               | 17. Januar 2017   | 24. April 2018    |
| 2       | 16               | 26. Februar 2019  | 12. Mai 2020      |
| 3       | 8                | 3. November 2020  | 22. Dezember 2020 |
| 4       | 16               | 29. Dezember 2020 | 4. Januar 2022    |
| 5       | 12               | 6. September 2022 | 22. November 2022 |
| 6       | 16               | 20. Dezember 2022 | 7. Mai 2024       |
| 7       | 16               | 15. Oktober 2024  | –                 |

## Staffel 1
| Nr. (ges.) | Nr. (St.) | Originaltitel        | Erstausstrahlung D | Regie              | Drehbuch                          | Zuschauer | Marktanteil |
| ---------- | --------- | -------------------- | ------------------ | ------------------ | --------------------------------- | --------- | ----------- |
| 1          | 1         | Das Geisterschiff    | 17. Jan. 2017      | Raoul W. Heimrich  | Axel Hildebrand, Luci van Org     | 2,85 Mio. | 10,3 %      |
| 2          | 2         | Die letzte Fahrt     | 24. Jan. 2017      | Raoul W. Heimrich  | Luci van Org, Axel Hildebrand     | 2,37 Mio. | 8,4 %       |
| 3          | 3         | Das schwächste Glied | 31. Jan. 2017      | Raoul W. Heimrich  | Luci van Org, Axel Hildebrand     | 2,26 Mio. | 8,3 %       |
| 4          | 4         | Der Fremde           | 7. Feb. 2017       | Raoul W. Heimrich  | Heike Rübbert, Michael Gantenberg | 2,27 Mio. | 8,4 %       |
| 5          | 5         | Die Aussteigerin     | 14. Feb. 2017      | Patrick Winczewski | Tobias Wolk, Eckhard Wolff        | 2,23 Mio. | 8,3 %       |
| 6          | 6         | Genug ist genug      | 21. Feb. 2017      | Patrick Winczewski | Michael Gantenberg                | 2,27 Mio. | 8,4 %       |
| 7          | 7         | Wer wagt, verliert   | 28. Feb. 2017      | Patrick Winczewski | Tobias Wolk, Eckhard Wolff        | 2,43 Mio. | 9,0 %       |
| 8          | 8         | Ausgerudert          | 21. Feb. 2017      | Patrick Winczewski | Michael Gantenberg                | 2,36 Mio. | 8,8 %       |
| 9          | 9         | Feuerwerk            | 6. März 2018       | Raoul W. Heimrich  | Luci van Org, Axel Hildebrand     | 2,50 Mio. | 9,3 %       |
| 10         | 10        | Straußenjagd         | 13. März 2018      | Raoul W. Heimrich  | Michael Gantenberg                | 2,19 Mio. | 8,2 %       |
| 11         | 11        | Abgerutscht          | 20. März 2018      | Raoul W. Heimrich  | Luci van Org, Axel Hildebrand     | 2,08 Mio. | 8,1 %       |
| 12         | 12        | Alte Liebe           | 27. März 2018      | Raoul W. Heimrich  | Luci van Org, Axel Hildebrand     | 1,78 Mio. | 7,3 %       |
| 13         | 13        | Verschwunden         | 3. Apr. 2018       | Franziska Hörisch  | Luci van Org, Axel Hildebrand     | 2,12 Mio. | 8,9 %       |
| 14         | 14        | Der Seemärling       | 10. Apr. 2018      | Franziska Hörisch  | Michael Gantenberg                | 2,02 Mio. | 8,9 %       |
| 15         | 15        | Blutsbrüder          | 17. Apr. 2018      | Franziska Hörisch  | Tobias Wolk                       | 1,85 Mio. | 9,2 %       |
| 16         | 16        | Schneewittchen       | 24. Apr. 2018      | Franziska Hörisch  | Tobias Wolk                       | 2,03 Mio. | 9,3 %       |

## Staffel 2
| Nr. (ges.) | Nr. (St.) | Originaltitel       | Erstausstrahlung D | Regie             | Drehbuch                      | Zuschauer | Marktanteil |
| ---------- | --------- | ------------------- | ------------------ | ----------------- | ----------------------------- | --------- | ----------- |
| 17         | 1         | Der Tote im Kajak   | 26. Feb. 2019      | Raoul W. Heimrich | Michael Gantenberg            | 2,59 Mio. | 10,1 %      |
| 18         | 2         | Morgenlicht         | 5. März 2019       | Raoul W. Heimrich | Luci van Org, Axel Hildebrand | 2,10 Mio. | 8,3 %       |
| 19         | 3         | Seidenstraße        | 12. März 2019      | Raoul W. Heimrich | Luci van Org, Axel Hildebrand | 2,02 Mio. | 7,8 %       |
| 20         | 4         | Abgetaucht          | 19. März 2019      | Raoul W. Heimrich | Luci van Org                  | 2,44 Mio. | 9,8 %       |
| 21         | 5         | Skrupellos          | 26. März 2019      | Jürgen Bretzinger | Andreas Hug                   | 2,32 Mio. | 9,3 %       |
| 22         | 6         | Teufel              | 2. Apr. 2019       | Jürgen Bretzinger | Luci van Org, Axel Hildebrand | 2,00 Mio. | 8,8 %       |
| 23         | 7         | Tödliches Schweigen | 9. Apr. 2019       | Jürgen Bretzinger | Tobias Wolk                   | 2,15 Mio. | 9,3 %       |
| 24         | 8         | Böse Freunde        | 16. Apr. 2019      | Jürgen Bretzinger | Michael Gantenberg            | 2,21 Mio. | 10,1 %      |
| 25         | 9         | Rien ne va plus     | 24. März 2020      | Werner Siebert    | Michael Gantenberg            | 3,00 Mio. | 10,1 %      |
| 26         | 10        | Hart am Wind        | 31. März 2020      | Tom Zenker        | Felix Benesch, Mats Frey      | 3,22 Mio. | 11,6 %      |
| 27         | 11        | Schutzlos           | 7. Apr. 2020       | Tom Zenker        | Christine Thienelt            | 2,63 Mio. | 10,5 %      |
| 28         | 12        | Gefährliche Träume  | 14. Apr. 2020      | Werner Siebert    | Jörg Schnitger, Michael Pohl  | 3,00 Mio. | 11,0 %      |
| 29         | 13        | Go for Gold         | 21. Apr. 2020      | Werner Siebert    | Michael Gantenberg            | 2,59 Mio. | 10,4 %      |
| 30         | 14        | Konstanzer Kwitte   | 28. Apr. 2020      | Tom Zenker        | Michael Gantenberg            | 2,80 Mio. | 10,6 %      |
| 31         | 15        | Geraubte Zukunft    | 5. Mai 2020        | Werner Sibert     | Felix Benesch                 | 2,46 Mio. | 10,1 %      |
| 32         | 16        | Echte Freunde       | 12. Mai 2020       | Tom Zenker        | Andreas Hug                   | 2,50 Mio. | 10,0 %      |

## Staffel 3
| Nr. (ges.) | Nr. (St.) | Originaltitel               | Erstausstrahlung D | Regie          | Drehbuch                        | Zuschauer | Marktanteil |
| ---------- | --------- | --------------------------- | ------------------ | -------------- | ------------------------------- | --------- | ----------- |
| 33         | 1         | Auf Messers Schneide        | 3. Nov. 2020       | Jan Haering    | Lorenz Stassen                  | 2,63 Mio. | 9,4 %       |
| 34         | 2         | Gefährliche Liebe           | 10. Nov. 2020      | Jan Haering    | Edeltraud Rabitzer              | 2,82 Mio. | 10,4 %      |
| 35         | 3         | Schande                     | 17. Nov. 2020      | Jan Haering    | Andreas Hug                     | 2,86 Mio. | 10,5 %      |
| 36         | 4         | Kalte Abreise               | 24. Nov. 2020      | Jan Haering    | Monika Sandmann, Dirk Udelhoven | 2,71 Mio. | 9,9 %       |
| 37         | 5         | Vom Fischer und seiner Frau | 1. Dez. 2020       | Jörg Schneider | Felix Benesch                   | 2,64 Mio. | 9,7 %       |
| 38         | 6         | Harter Stoff                | 8. Dez. 2020       | Jörg Schneider | Andreas Hug, Andreas Dirr       | 2,60 Mio. | 9,9 %       |
| 39         | 7         | Blackout                    | 15. Dez. 2020      | Jörg Schneider | Andreas Hug, Andreas Dirr       | 2,50 Mio. | 9,5 %       |
| 40         | 8         | Mord um sieben              | 22. Dez. 2020      | Jörg Schneider | Michael Gantenberg              | 2,61 Mio. | 9,5 %       |

## Staffel 4
| Nr. (ges.) | Nr. (St.) | Originaltitel       | Erstausstrahlung D | Regie                 | Drehbuch                        | Zuschauer | Marktanteil |
| ---------- | --------- | ------------------- | ------------------ | --------------------- | ------------------------------- | --------- | ----------- |
| 41         | 1         | Der Ornithologe     | 29. Dez. 2020      | Tom Zenker            | Dirk Udelhoven, Monika Sandmann | 2,67 Mio. | 9,4 %       |
| 42         | 2         | Hasardeure          | 5. Okt. 2021       | Tom Zenker            | Felix Benesch                   | 2,26 Mio. | 10,1 %      |
| 43         | 3         | Haus am See         | 12. Jan. 2021      | Tom Zenker            | Andreas Hug, Andreas Dirr       | 3,09 Mio. | 11,0 %      |
| 44         | 4         | Helden              | 19. Jan. 2021      | Tom Zenker            | Jörg Schnitger, Michael Pohl    | 2,97 Mio. | 10,1 %      |
| 45         | 5         | Mechthild deckt auf | 12. Okt. 2021      | Daniel Rakete Siegel  | Michael Gantenberg              | 2,46 Mio. | 10,8 %      |
| 46         | 6         | Holde Isolde        | 19. Okt. 2021      | Daniel Rakete Siegel  | Andreas Dirr, Andreas Hug       | 2,31 Mio. | 10,2 %      |
| 47         | 7         | Mann im Kessel      | 26. Okt. 2021      | Daniel Rakete Siegel  | Lorenz Stassen, Felix Benesch   | 2,26 Mio. | 9,6 %       |
| 48         | 8         | Vergeltung          | 2. Nov. 2021       | Daniel Rakete Siegel  | Andreas Dirr, Andreas Hug       | 2,52 Mio. | 10,6 %      |
| 49         | 9         | Auf der Flucht      | 9. Nov. 2021       | Florian Gottschick    | Lorenz Stassen                  | 2,55 Mio. | 10,5 %      |
| 50         | 10        | Family Business     | 16. Nov. 2021      | Florian Gottschick    | Patrick Lorenz                  | 2,53 Mio. | 10,5 %      |
| 51         | 11        | Die Dahlienkönigin  | 23. Nov. 2021      | Florian Gottschick    | Andreas Hug, Andreas Dirr       | 2,25 Mio. | 9,1 %       |
| 52         | 12        | Seitenstechen       | 30. Nov. 2021      | Florian Gottschick    | Tobias Wolk                     | 2,47 Mio. | 9,7 %       |
| 53         | 13        | Geld oder Tod       | 7. Dez. 2021       | Franziska M. Hoenisch | Michael Gantenberg              | 2,57 Mio. | 10,4 %      |
| 54         | 14        | Töte mich           | 14. Dez. 2021      | Franziska M. Hoenisch | Jan Haering                     | 2,55 Mio. | 10,2 %      |
| 55         | 15        | Stunde der Wahrheit | 21. Dez. 2021      | Franziska M. Hoenisch | Felix Benesch                   | 2,77 Mio. | 10,7 %      |
| 56         | 16        | Die Frau im Wald    | 4. Jan. 2022       | Franziska M. Hoenisch | Andreas Dirr, Andreas Hug       | 2,90 Mio. | 11,5 %      |

## Staffel 5
| Nr. (ges.) | Nr. (St.) | Originaltitel        | Erstausstrahlung D | Regie           | Drehbuch                                            | Zuschauer | Marktanteil |
| ---------- | --------- | -------------------- | ------------------ | --------------- | --------------------------------------------------- | --------- | ----------- |
| 57         | 1         | Paleo Girl           | 6. Sep. 2022       | Jan Haering     | Andreas Dirr, Andreas Hug                           | 2,07 Mio. | 11,5 %      |
| 58         | 2         | Asche zu Wasser      | 13. Sep. 2022      | Jan Haering     | Michael Gantenberg                                  | 2,26 Mio. | 11,8 %      |
| 59         | 3         | Schlechte Energien   | 20. Sep. 2022      | Jan Haering     | Felix Beneach                                       | 2,45 Mio. | 12,0 %      |
| 60         | 4         | Spiel mit dem Feuer  | 27. Sep. 2022      | Jan Haering     | Andreas Dirr, Andreas Hug                           | 2,53 Mio. | 12,0 %      |
| 61         | 5         | Blindgänger          | 4. Okt. 2022       | Florian Schnell | Andreas Dirr, Andreas Hug                           | 2,37 Mio. | 11,5 %      |
| 62         | 6         | Gnadensee            | 11. Okt. 2022      | Florian Schnell | Andreas Dirr, Andreas Hug                           | 2,61 Mio. | 12,3 %      |
| 63         | 7         | Speed                | 18. Okt. 2022      | Florian Schnell | Felix Benesch                                       | 2,45 Mio. | 11,3 %      |
| 64         | 8         | Die Tatortreinigerin | 25. Okt. 2022      | Florian Schnell | Michael Gantenberg                                  | 2,68 Mio. | 11,9 %      |
| 65         | 9         | Im Dunkeln           | 1. Nov. 2022       | Saskia Weisheit | Jan Haering                                         | 2,90 Mio. | 12,3 %      |
| 66         | 10        | Altmetall            | 8. Nov. 2022       | Saskia Weisheit | Matthias Dinter                                     | 2,91 Mio. | 12,5 %      |
| 67         | 11        | Die Affäre           | 15. Nov. 2022      | Saskia Weisheit | Patrick Lorenz                                      | 2,73 Mio. | 12,7 %      |
| 68         | 12        | Die letzte Meile     | 22. Nov. 2022      | Saskia Weisheit | Michael Gantenberg, Monika Sandmann, Dirk Udenhoven | 3,21 Mio. | 14,0 %      |

## Staffel 6
| Nr. (ges.) | Nr. (St.) | Originaltitel          | Erstausstrahlung D | Regie                | Drehbuch                         | Zuschauer | Marktanteil |
| ---------- | --------- | ---------------------- | ------------------ | -------------------- | -------------------------------- | --------- | ----------- |
| 69         | 1         | Retter der Welt        | 20. Dez. 2022      | Florian Anders       | Michael Gantenberg               | 2,89 Mio. | 12,7 %      |
| 70         | 2         | Alte Rechnungen        | 27. Dez. 2022      | Florian Anders       | Annette Schönberger              | 2,57 Mio. | 11,4 %      |
| 71         | 3         | Das Versprechen        | 10. Jan. 2023      | Florian Anders       | Patrick Lorenz                   | 2,99 Mio. | 12,4 %      |
| 72         | 4         | Fangfrisch             | 17. Jan. 2023      | Florian Anders       | Andreas Dirr, Andreas Hug        | 3,29 Mio. | 13,9 %      |
| 73         | 5         | Der Schuss             | 24. Jan. 2023      | Saskia Weisheit      | Andreas Dirr, Andreas Hug        | 3,14 Mio. | 13,3 %      |
| 74         | 6         | Die Erlösung           | 31. Jan. 2023      | Saskia Weisheit      | Andreas Dirr, Andreas Hug        | 3,28 Mio. | 14,1 %      |
| 75         | 7         | Die Falle              | 7. Feb. 2023       | Saskia Weisheit      | Michael Gantenberg               | 3,24 Mio. | 14,0 %      |
| 76         | 8         | Im Nebel               | 12. März 2024      | Daniel Rakete Siegel | Michael Pohl                     | 2,59 Mio. | 12,2 %      |
| 77         | 9         | Imperia                | 19. März 2024      | Herwig Fischer       | Felix Benesch                    | 2,53 Mio. | 12,3 %      |
| 78         | 10        | Irrwege                | 26. März 2024      | Herwig Fischer       | Sophia Immich, Julia Günther     | 2,38 Mio. | 11,9 %      |
| 79         | 11        | Ganovenehre            | 2. Apr. 2024       | Herwig Fischer       | Jörg Schnitger, Alexander Rettig | 2,62 Mio. | 13,1 %      |
| 80         | 12        | Die nackte Nixe        | 9. Apr. 2024       | Herwig Fischer       | Michael Gantenberg               | 2,88 Mio. | 14,2 %      |
| 81         | 13        | Der Pakt               | 16. Apr. 2024      | Saskia Weisheit      | Patrick Lorenz                   | 2,50 Mio. | 12,5 %      |
| 82         | 14        | Der Unbestechliche     | 23. Apr. 2024      | Daniel Rakete Siegel | Patrick Lorenz                   | 2,43 Mio. | 12,9 %      |
| 83         | 15        | Eine Leiche taucht auf | 30. Apr. 2024      | Daniel Rakete Siegel | Michael Gantenberg               | 1,74 Mio. | 12,2 %      |
| 84         | 16        | Gefährliches Pulver    | 7. Mai 2024        | Daniel Rakete Siegel | Oliver Welter                    | 2,36 Mio. | 12,8 %      |

## Staffel 7
| Nr. (ges.) | Nr. (St.) | Originaltitel            | Erstausstrahlung D | Regie                | Drehbuch                         | Zuschauer | Marktanteil |
| ---------- | --------- | ------------------------ | ------------------ | -------------------- | -------------------------------- | --------- | ----------- |
| 85         | 1         | Unsichtbarer Feind       | 15. Okt. 2024      | Daniel Rakete Siegel | Andreas Dirr, Andreas Hug        | 2,34 Mio. | 12,1 %      |
| 86         | 2         | Engel lügen nicht        | 22. Okt. 2024      | Daniel Rakete Siegel | Michael Gantenberg               | 2,70 Mio. | 13,9 %      |
| 87         | 3         | Zwei Leben               | 29. Okt. 2024      | Daniel Rakete Siegel | Patrick Lorenz                   | 2,82 Mio. | 13,3 %      |
| 88         | 4         | Vermisst                 | 5. Nov. 2024       | Daniel Rakete Siegel | Andreas Hug, Andreas Dirr        | 2,81 Mio. | 13,3 %      |
| 89         | 5         | Ein tödlicher Augenblick | 12. Nov. 2024      | Gerd Schneider       | Patrick Lorenz                   | 2,83 Mio. | 13,7 %      |
| 90         | 6         | Tödliche Lügen           | 19. Nov. 2024      | Gerd Schneider       | Alexander Rettig, Jörg Schnitger | 2,89 Mio. | 13,5 %      |
| 91         | 7         | Der Feind in meinem Haus | 26. Nov. 2024      | Gerd Schneider       | Michael Gantenberg               | 2,85 Mio. | 13,9 %      |

## Zuschauerzahlen
| Staffel | Staffel | Ep. 1 | Ep. 2 | Ep. 3 | Ep. 4 | Ep. 5 | Ep. 6 | Ep. 7 | Ep. 8 | Ep. 9 | Ep. 10 | Ep. 11 | Ep. 12 | Ep. 13 | Ep. 14 | Ep. 15 | Ep. 16 |
| ------- | ------- | ----- | ----- | ----- | ----- | ----- | ----- | ----- | ----- | ----- | ------ | ------ | ------ | ------ | ------ | ------ | ------ |
|         | 1       | 2,85  | 2,37  | 2,26  | 2,27  | 2,23  | 2,27  | 2,43  | 2,36  | 2,5   | 2,19   | 2,08   | 1,78   | 2,12   | 2,02   | 1,85   | 2,03   |
|         | 2       | 2,59  | 2,1   | 2,02  | 2,44  | 2,32  | 2     | 2,15  | 2,21  | 3     | 3,22   | 2,63   | 3      | 2,59   | 2,8    | 2,46   | 2,5    |
|         | 3       | 2,63  | 2,82  | 2,86  | 2,71  | 2,64  | 2,6   | 2,5   | 2,61  | N/A   | N/A    | N/A    | N/A    | N/A    | N/A    | N/A    | N/A    |
|         | 4       | 2,67  | 2,26  | 3,09  | 2,97  | 2,46  | 2,31  | 2,26  | 2,52  | 2,55  | 2,53   | 2,25   | 2,47   | 2,57   | 2,55   | 2,77   | 2,9    |
|         | 5       | 2,07  | 2,26  | 2,45  | 2,53  | 2,37  | 2,61  | 2,45  | 2,68  | 2,9   | 2,91   | 2,73   | 3,21   | N/A    | N/A    | N/A    | N/A    |
|         | 6       | 2,89  | 2,57  | 2,99  | 3,29  | 3,14  | 3,28  | 3,24  | 2,5   | 2,59  | 2,53   | 2,38   | 2,62   | 2,88   | 2,43   | 1,74   | 2,36   |
|         | 7       | 2,34  | 2,7   | 2,82  | 2,81  | 2,83  | 2,89  | 2,85  | TBD   | TBD   | TBD    | TBD    | TBD    | TBD    | TBD    | TBD    | TBD    |